# Шампион, Теодор
Теодо́р Шампио́н (фр. Théodore Champion; 14 февраля 1873, Женева — 31 августа 1954, Шен-Бужри, Швейцария) — ранний швейцарский велогонщик, а также известный французский филателист и филателистический дилер, включённый в «Список выдающихся филателистов» в 1937 году.

## Биография
Родился в семье банковского служащего. Его мать коллекционировала почтовые марки. Вместе с братом Адрианом он рылся в мусорных корзинах в банке, где работал его отец, в поисках почтовых марок. Говорили, что они с братом продали свою коллекцию за значительную сумму денег, чтобы доказать скептически настроенному отцу преимущества коллекционирования марок.
В 1948 году принял французское гражданство.

### Спортивная карьера
Шампион принадлежал к первому поколению швейцарских велогонщиков. Три раза — в 1892, 1893 и 1895 годах — он становился чемпионом Швейцарии по трековому велоспорту в спринте, а в 1896 и 1899 годах поднимался на вторую ступеньку пьедестала почёта в этой же дисциплине.
В 1893 году он также занял второе место на чемпионате Швейцарии по шоссейному велоспорту.

### Вклад в филателию
В 1899 году Теодор переехал в Париж и стал работать у филателистического дилера Альфреда Форбена. В 1902 году он выкупил дилерский бизнес по торговле почтовыми марками у Форбена, чтобы тот смог сосредоточиться на фискальных марках.
В дальнейшем Шампион стал владельцем торгового дома «Théodore Champion», основал «Каталог Ивера, Телье и Шампиона» и принимал участие в его издании.
Шампион был одним из основателей Парижского почтового музея, которому оставил ценные экземпляры из своей коллекции. В 1937 году он был зачислен в «Список выдающихся филателистов».

## Память
Теодору Шампиону посвящён ряд почтовых марок:
- Лихтенштейн выпустил специальную почтовую марку в 1969 году с портретом Шампиона в серии «Пионеры филателии»[≡].
- Антигуа[англ.]: марка 1993 года.
- Монсеррат[англ.] эмитировал в 2002 году квартблок из четырёх марок в честь Роуленда Хилла, где также фигурирует Шампион.

## Интересные факты
На Венской филателистической выставке 1933 года австрийский барон Альфонс фон Ротшильд (Alphonse Maier von Rothschild; 1878—1942) демонстрировал свою коллекцию анонимно из-за опасения возможного антисемитского преследования после прихода к власти Гитлера. Уже во время проведения выставки терзаемый опасениями Ротшильд с помощью своего приятеля Теодора Шампиона попытался изъять из своего экспоната наиболее ценные экземпляры. Однако полицейские задержали «злоумышленников» прямо у выставочного стенда, в момент извлечения коллекционных материалов из-под защитного стекла. Ротшильда и Шампиона арестовали и доставили в полицию, но после установления их личности «грабителей» отпустили.

## Галерея

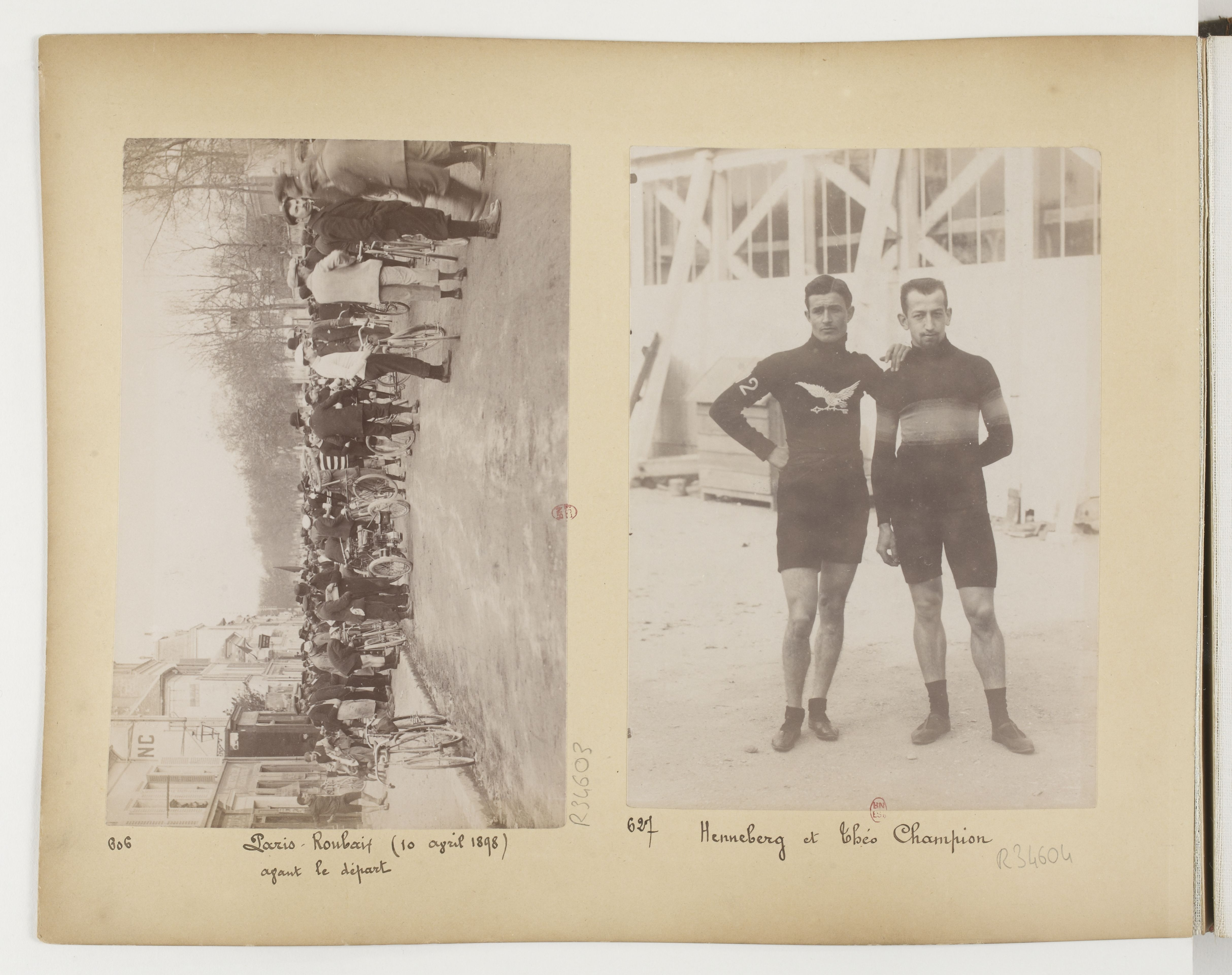
Т. Шампион (стоит справа) и Анри Хеннеберг во время велогонки «Париж — Рубе» 10 апреля 1898 года
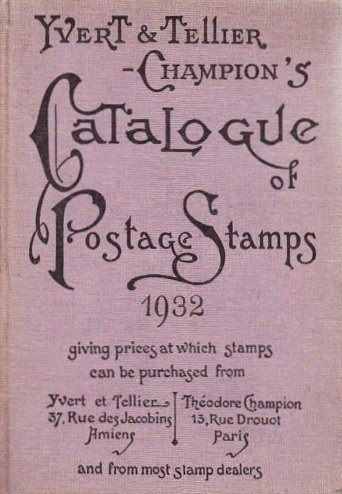
Обложка каталога «Ивер и Телье» 1932 года
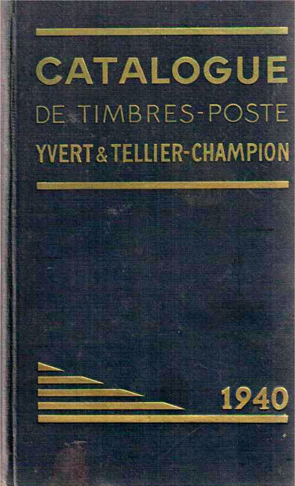
Обложка каталога «Ивер и Телье» 1940 года